# Hans-Ulrich Rudel
Hans-Ulrich Rudel (n. 2 iulie 1916, Grzędy, Lower Silesian Voivodeship⁠(d), Wałbrzych County⁠(d), Voievodatul Silezia Inferioară, Polonia – d. 18 decembrie 1982, Rosenheim, Bavaria, Germania) a fost pilot de bombardament german din cel de-al Doilea Război Mondial ce a pilotat avioane Stuka. 
El este cel mai decorat militar nazist, fiind singurul premiat cu Crucea de Cavaler cu Frunze de Stejar din Aur, Săbii și Diamante.
Rudel a zburat în 2.530 misiuni de luptă, a distrus peste 2.000 ținte printre care:
- 800 vehicule
- 519 tancuri
- 150 piese de artilerie
- 1 distrugător
- 2 crucișătoare
- 1 vas de linie sovietic
- 70 nave de desant
- 4 trenuri blindate
- 9 avioane

Tipul de avion Ju 87 "Stuka" pilotat de Rudel

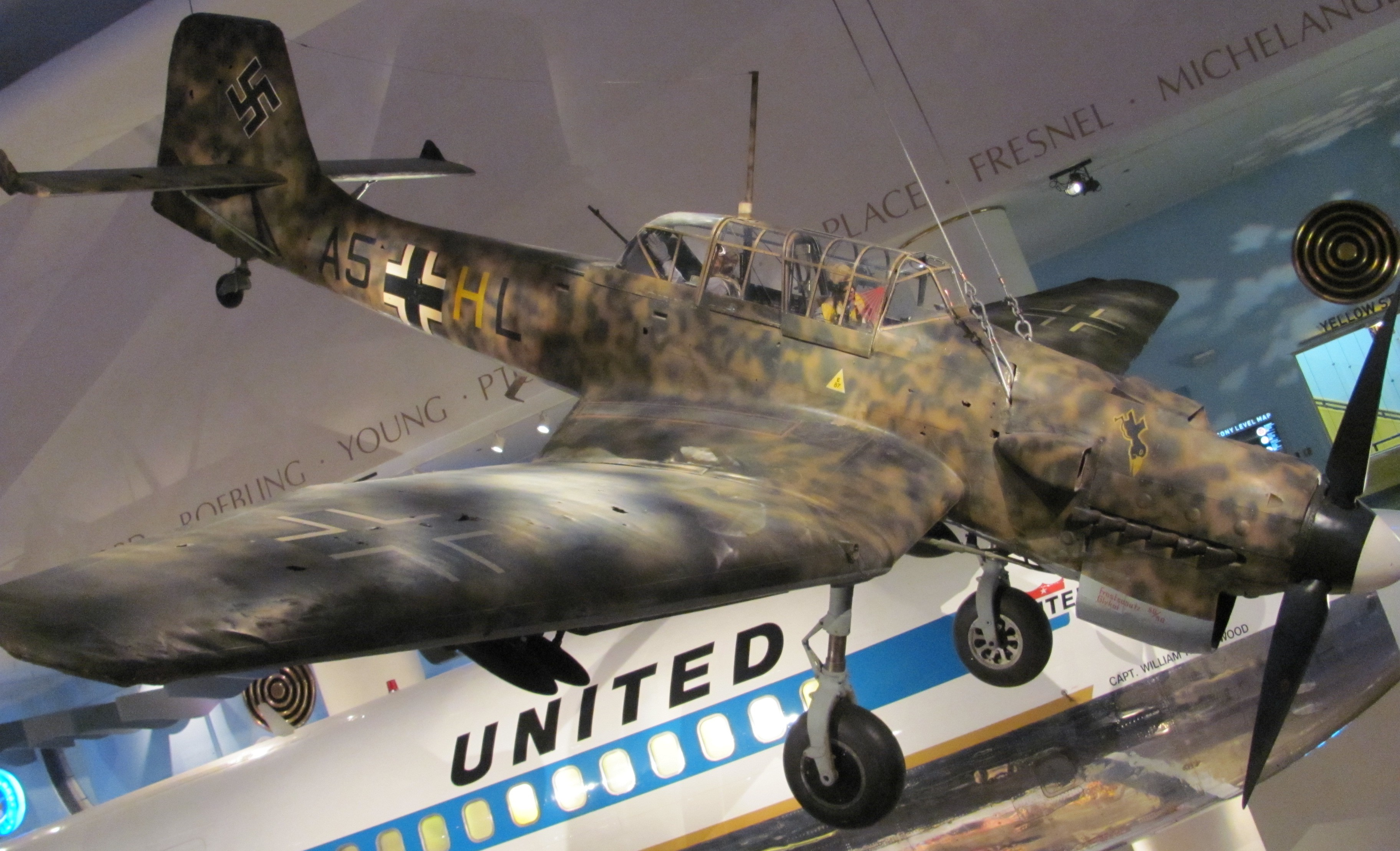
Model Ju 87

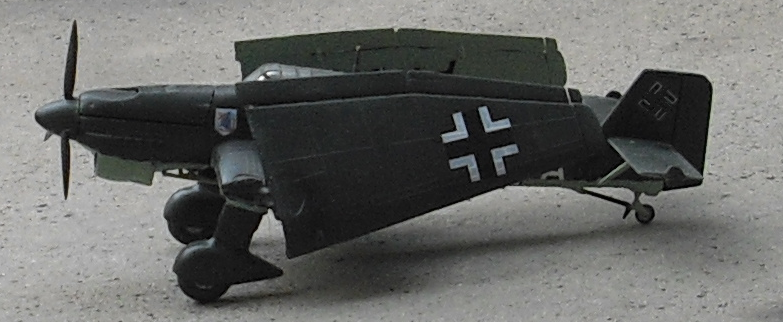
Model Ju 87Ccu aripile pliate